# Drsek větší
Drsek větší (Zingel zingel), slovensky Kolok veľký je sladkovodní paprskoploutvá ryba z čeledi okounovitých (Percidae). V Evropě je zastoupen třemi rody, z nichž je drsek větší největší.

## Popis
Průměrně dorůstá velikosti 25-35 cm o hmotnosti 0,25 až 0,3 kg, maximálně 50 cm s hmotností 1 kg .    
Hřbet a boky jsou žlutohnědé až pískově šedožluté. Husté drobné hnědé až černé skvrnky na bocích splývají do velkých nepravidelných rozmazaných skvrn, které se mohou spojovat nejčastěji do čtyř pruhů. Ploutve jsou hnědožluté nebo béžové. Prsní, hřbetní, a řitní mají někdy skvrnky, břišní ploutve světlejší někdy s malými skvrnkami.
Má protáhlé, vřetenovité tělo z boku mírně zploštělé. Ocasní násadec je relativně krátký, z boku mírně zploštělý. Hlava se jeví při pohledu shora a při otevřených ústech trojúhelníkovitá. V předu vybíhá v tupí a poměrně dlouhý rypec . Ústa jsou malá, spodní, poloměsíčitého tvaru. Obě čelisti mají malé zoubky. Zadní okraj praeopercula je jemně zoubkatý, spodní je hladký.  
Šupiny jsou poměrně malé, vytvořené nejen na trupu, ale i na bázi ocasní a prsních ploutví a též na hlavě. Ošupené jsou též skřele a líce až k úrovni středu oka. Na břiše šupiny nedosahují k bázím břišních ploutví, hruď, hrdlo a spodní strana hlavy ošupené nejsou. Spodní strana těla je od hlavy po báze břišních ploutví bez šupin. Postranní čárou prochází 82-95 šupin.   
Drsek větší má dvě hřbetní ploutve oddělené poměrně velkou mezerou. V první hřbetní ploutvi má 13-15 trnů a v druhé hřbetní ploutvi 17-20 měkkých paprsků, na rozdíl od drska menšího, který má v první hřbetní ploutvi 7-9 trnů a v zadní 12-13 paprsků. V řitní ploutvi je jeden tvrdý a 11-13 měkkých paprsků.
Plynový měchýř je zakrnělý. U ryb je nápadný ojedinělou schopností - dokáže mírně natočit hlavu do stran. Jeho oči se dokáží pohybovat nezávisle na sobě a při osvětlení se zeleně lesknou.

## Ekologie
Jedná se o demerzální sladkovodní druh, vyskytující se hlavně v podhorských oblastech. Drsek větší je proudomilný, bentický druh, žijící v řekách se štěrkovitým a kamenitým dnem. Není to moc pohybliví dravec. Přes den se ukrývá ve výmolech, mezi kameny nebo pod ponořeným dřevem. Aktivní je za soumraku a kořist loví v noci . Po dně se pohybuje poskoky či posouváním pomocí břišních a ocasních ploutví. Živí se larvami hmyzu, korýši, měkkýši, jikrami a malými rybami. 

## rozmnožování
Tření probíhá v březnu až dubnu ve skupinách složených z jedné samice a několika samců. Tře se na štěrkovitém až kamenitém substrátu. Optimální teplota vody pro výtěr je mezi 2,5 až 8,3 °C. Lepkavé jikry se přichycují na pevném substrátu. Nebo jikry vkládá do jamek, který vyryje do substrátu rypcem a ploutvemi . Drsek větší dosahuje pohlavní zralosti ve třech letech a dožívá se až jedenácti let.

## Rozšíření

### V Evropě
Objevuje se v povodí řek Dunaj, Prut a Dněstr (Bulharsko, Česká republika, Německo, Maďarsko, Moldávie, Rakousko, Rumunsko, Srbsko a Černá hora, Slovenská republika, Slovinsko, Ukrajina). V některých přehradách dunajského povodí se místy značně rozmnožil.

### V České republice
V Česku byl v minulosti v řece Moravě a v Bečvě. Na Moravě byl znovu potvrzen až v roce 1992. Celoročně se vyskytuje v Dyji pod Břeclaví .
V celém areálu výskytu je vzácný a jeho počty stále klesají, důvodem je znečištění vod způsobené lidskou činností a také technické úpravy říčních koryt.

## ochrana
Drsek větší patří mezi naše nejvzácnější druhy ryb. V Červeném seznamu ohrožených druhů České republiky je řazen mezi kriticky ohrožené Dle IUCN má status málo dotčený taxon.